# With Me Tonight
«With Me Tonight» es una canción escrita por Brian Wilson para la banda de rock estadounidense The Beach Boys. Incluida en su álbum Smiley Smile de 1967. La pieza ha sido caracterizada como "psicodélica doo wop". o de forma similar: "do it yourself acid casualty doo-wop".
AllMusic llamó a la canción "una de las mejores (o más precisas, refinadas) canciones en el álbum Smiley Smile" y dijo que "la melodía envuelve al oyente de una manera elegante y, en este sentido, la hace bastante diferente de muchas otras de las otras canciones del álbum ". En las notas de la reedición de Smiley Smile/Wild Honey, describe la canción como "probablemente la mejor de las canciones no oficiales de SMiLE en el LP".

## Grabación
"With Me Tonight" se originó durante las sesiones de Smile como "You're With Me Tonight". La introducción fue grabada como un canto vocal; más tarde, se expandió en una canción para Smiley Smile y se omitió el "you're" en su título. Una de las instrucciones vocales de Brian para el grupo fue cantar la canción mientras se sonreía.
Aproximadamente a los 0:26, uno puede escuchar una voz que dice "good". Se pensó que esto fue un accidente cuando Arnie Geller, un amigo de Brian Wilson, lo dijo durante la grabación de la toma de la voz y que el grupo le gustó como quedó y lo dejaron allí.